# Sydöpiopio
Sydöpiopio (Turnagra capensis) är en utdöd fågel i familjen gyllingar inom ordningen tättingar. Tidigare behandlades nordöpiopio som underart till capensis, då med det svenska namnet piopio. Den förekom tidigare på Sydön, Nya Zeeland och var vanlig 1863 men minskade snabbt i antal och rapporterades senast med säkerhet 1905, med obekräftade observationer fram till 1963.